# Michał Butler
Michał Butler (ur. 27 września 1715 – zm. 21 stycznia 1782, herbu Butler, starosta witagolski i preński. Syn Marka Antoniego Butlera i Franciszki Szczuki. Teść Mikołaja Radziwiłła. Kawaler orderu św. Stanisława.